# Holhoornigen
De holhoornigen (Bovidae) zijn de grootste familie van evenhoevige zoogdieren. Er zijn minstens 120 soorten in meer dan veertig geslachten en acht onderfamilies. De meningen over de indeling zijn echter verdeeld. 

## Kenmerken
De meest opvallende eigenschap zijn de onvertakte hoorns met een kern van botweefsel die bedekt is met een laag keratine. Bij sommige soorten hebben alleen de mannetjes hoorns, bij andere hebben de vrouwtjes kleinere hoorns.

## Verspreiding en leefgebied
De meeste soorten leven in Afrika, maar ook in Azië leven veel holhoornigen, terwijl ook enkele soorten in Europa en Noord-Amerika voorkomen. Wilde holhoornigen ontbreken in Zuid-Amerika, Australië en Antarctica.
Het is een groep met een aantal bekende dieren, zoals runderen, waterbuffels, schapen en geiten. De antilopen, waarvan er in Afrika en Azië een groot aantal soorten zijn, behoren ook tot deze groep, evenals de gems.

## Taxonomie
- Familie: Bovidae (Holhoornigen)
  - Onderfamilie runderen (Bovinae)
  - Onderfamilie duikers (Cephalophinae)
  - Onderfamilie echte antilopen (Antilopinae)
  - Onderfamilie impala (Aepycerotinae)
  - Onderfamilie koeantilopen (Alcelaphinae)
  - Onderfamilie paardantilopen (Hippotraginae)
  - Onderfamilie rietbokken en waterbokken (Reduncinae)
  - Onderfamilie bokken (Caprinae)

Impala (Aepycerotinae) · Koeantilopen (Alcelaphinae) · Echte antilopen (Antilopinae) · Runderen (Bovinae) · Bokken (Caprinae) · Duikers (Cephalophinae) · Paardantilopen (Hippotraginae) · Rietbokken en waterbokken (Reduncinae) ·